# 朱敦法
朱敦法（1927年12月28日—2021年7月21日），江苏省沛县人，中国人民解放军上将。原广州军区司令员，国防大学校长。第六、七届全国人大代表。1988年被授予中将军衔。1993年晋升上将军衔。

## 生平
朱敦法12岁参加八路军，在地方部队担任情报员。1945年进入晋冀鲁豫军区第一纵队（后改为中国人民解放军第16军）担任侦察连连长。
1947年在豫北战役中立大功，获三级战斗英雄称号。1948年在淮海战役中又立大功一次。随第二野战军参加渡江战役，进军西南。
1949年升任营长。1952年任团长。1953年随16军进入朝鲜参战，1956年被授予中校军衔，获三级解放勋章，1958年回国。1961年晋升上校。后升任师长、军参谋长、军长。
1985年任沈阳军区副司令员，1988年被授予中将军衔。1990年任广州军区司令员。1992年任国防大学校长。1993年晋升上将。1995年退役。1998年被授予独立功勋荣誉章。
2021年7月21日于北京去世。